# Barlieu
Barlieu – miejscowość i gmina we Francji, w Regionie Centralnym, w departamencie Cher.
Według danych na rok 1990 gminę zamieszkiwały 433 osoby, a gęstość zaludnienia wynosiła 16 osób/km² (wśród 1842 gmin Regionu Centralnego Barlieu plasuje się na 734. miejscu pod względem liczby ludności, natomiast pod względem powierzchni na miejscu 422.).